# Qatar World Rally Team
Qatar World Rally Team es un equipo privado catarí con sede en Cumbria (Inglaterra) y que compite en el Campeonato Mundial de Rally desde 2012. En su primer año fue gestionado por Citroën Racing Technologies con sede en Francia y contó con Nasser Al-Attiyah como principal piloto que debutó en el Rally de Suecia con el Citroën DS3 WRC. En 2013 el equipo pasó a manos de la empresa británica M-Sport con sede en Inglaterra y liderada por Malcolm Wilson que también dirigió al equipo Ford y a M-Sport World Rally Team. Aunque es un equipo privado desde su primer año se registró en el campeonato de constructores.
En su primer año además de Nasser Al-Attiyah otros tres pilotos tomaron parte del equipo con participaciones sueltas. El belga Thierry Neuville corrió Nueva Zelanda y Cerdeña, Chris Atkinson el Rally de Finlandia y el holandés Hans Weijs el Rally Cataluña. El mejor resultado fue el cuarto puesto de Al-Attiyah en Portugal. En el certamen de marcas obtuvo el sexto lugar.

## Resultados

### Campeonato Mundial de Rally
| Año  | Vehículo           | Pilotos           | 1       | 2      | 3     | 4      | 5     | 6       | 7     | 8      | 9      | 10     | 11      | 12      | 13      | Pos. | Puntos | Pos. | Puntos |
| ---- | ------------------ | ----------------- | ------- | ------ | ----- | ------ | ----- | ------- | ----- | ------ | ------ | ------ | ------- | ------- | ------- | ---- | ------ | ---- | ------ |
| 2012 | Citroën DS3 WRC    | Nasser Al-Attiyah | MON     | SWE 21 | MEX 6 | POR 4  | ARG 9 | GRE Ret |       |        | GER 8  | GBR 10 | FRA Ret |         |         | 12º  | 28     | 6º   | 71     |
| 2012 | Citroën DS3 WRC    | Thierry Neuville  |         |        |       |        |       |         | NZL 5 |        |        |        |         | ITA 18  |         | 7º   | 53     | 6º   | 71     |
| 2012 | Citroën DS3 WRC    | Chris Atkinson    |         |        |       |        |       |         |       | FIN 39 |        |        |         |         |         | 13º  | 28     | 6º   | 71     |
| 2012 | Citroën DS3 WRC    | Hans Weijs        |         |        |       |        |       |         |       |        |        |        |         |         | ESP Ret | -    | 0      | 6º   | 71     |
| 2013 | Ford Fiesta RS WRC | Matthew Wilson    | MON     | SWE 27 | MEX   | POR    | ARG   | GRE     | ITA   | FIN    | DEU    | AUS    | FRA     | ESP     | GBR     | -    | 0      | 4º   | 184    |
| 2013 | Ford Fiesta RS WRC | Nasser Al-Attiyah | MON     | SWE    | MEX 5 | POR 5  | ARG   | GRE 5   | ITA   | FIN    | DEU 13 | AUS    | FRA     | ESP Ret | GBR     | 11º  | 30     | 4º   | 184    |
| 2013 | Ford Fiesta RS WRC | Thierry Neuville  | MON Ret | SWE 5  | MEX 3 | POR 18 | ARG 5 | GRE 3   | ITA 2 | FIN 2  | DEU 2  | AUS 2  | FRA 4   | ESP 4   | GBR 3   | 2º   | 176    | 4º   | 184    |
| 2013 | Ford Fiesta RS WRC | Juho Hänninen     | MON Ret | SWE 6  | MEX   | POR WD | ARG   | GRE     | ITA   | FIN    | DEU    | AUS    | FRA     | ESP     | GBR     | 15º  | 8      | 4º   | 184    |